# Kurarua laticornis
Kurarua laticornis là một loài bọ cánh cứng trong họ Cerambycidae.